# Gran Premi Alanya
El Gran Premi Alanya és una competició ciclista d'un sol dia que es disputa a Turquia. La primera edició es disputà el 2018 ja formant part del calendari de l'UCI Europa Tour.

## Palmarès
| Any  | Vencedor           | Segon            | Tercer             |
| ---- | ------------------ | ---------------- | ------------------ |
| 2018 | Kiril Pozdniakov   | Onur Balkan      | Ivan Balikin       |
| 2019 | Lucas Carstensen   | Iauhèn Karaliok  | Patryk Stosz       |
| 2020 | Paweł Bernas       | Fabian Schormair | Onur Balkan        |
| 2021 | Davide Gabburo     | Filippo Colombo  | Alessandro Tonelli |
| 2022 | Alessio Martinelli | Sindre Kulset    | Anatoli Budiak     |